# سرب(II) کرومات
کرومات سرب(II) (به انگلیسی: Lead(II) chromate) با فرمول شیمیایی PbCrO۴ یک ترکیب شیمیایی است. که جرم مولی آن 323.2 g/mol می‌باشد. شکل ظاهری این ترکیب، پودر نارنجی-زرد است. معادله تشکیل رنگدانه زرد به صورت زیر می‌باشد:
K2Cr2O7 + 2Pb(NO3)2 + H2O = 2PbCrO4 + 2KNO3 + 2HNO3

## جستارهای وابسته

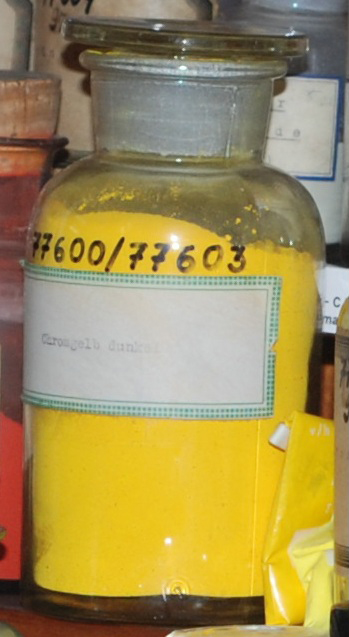
Lead(II)chromate, historical dye collection of the Technical University of Dresden, Germany